# Optique des particules chargées
Pour les articles homonymes, voir Optique (homonymie).
L'optique des particules chargées est l'ensemble des techniques destinées à dévier un faisceau électronique ou ionique. Le terme « optique » renvoie à l'analogie entre un rayon électronique et un rayon lumineux, avec notamment la notion de focalisation de faisceau et de lentille.
On distingue l'optique électronique, qui concerne les faisceaux d'électrons, et l'optique ionique qui concerne les faisceaux d'ions.

## Pertinence de l'analogie
Selon le principe quantique de la dualité onde-particule, une particule en mouvement — électron ou ion — peut être décrite par une fonction d'onde, et a notamment une longueur d'onde associée : la longueur d'onde de Broglie.

## Dispositifs
La notion de faisceau de particules oblige à travailler sous vide. Elle utilise les lois de l'électromagnétisme, et en particulier la possibilité de dévier un courant électrique par un champ magnétique, ainsi que la possibilité d'attirer ou de repousser une charge électrique par électrostatique.
L'optique des particules chargées utilise un certain nombre de dispositifs élémentaires:
- Des lentilles: lentilles magnétiques et électrostatiques
- Des miroirs: le réflectron est l'équivalent du miroir en optique photonique.
- Des déflecteurs, des stigmateurs, des multipoles pouvant être activés de différentes façons.
- Des analyseurs en énergie ou secteurs électrostatiques.
- Des analyseurs en masse ou secteurs magnétiques.
- Des filtres en vitesse appelés « Filtres de Wien »
- La Lentille de Poschenrieder, souvent utilisée comme alternative au réflectron.

## Applications
- Optique électronique :
  - tube électronique
  - tube cathodique utilisé dans les oscilloscopes, radars, téléviseurs du XXe siècle
  - microscope électronique,
  - microsonde de Castaing,
  - spectromètre Auger.
- Optique ionique :
  - Spectrométrie de masse à ionisation secondaire (SIMS),
  - microscope à effet de champ,
  - Accélérateur de particules